# Pere Roig Noguera
Fra Pere Roig i Noguera (Llucmajor, Mallorca, 1615 - Pamplona, 1683) fou un franciscà mallorquí. El 1631 fra Pere Roig professà de franciscà al convent de Palma. Cursà filosofia i teologia a la Universitat Lul·liana. El 1647 anà a Roma com a comentarista de filosofia i Lletres. El 1654 fou provincial franciscà a Mallorca. Impulsà l'erecció i l'ampliació d'alguns convents, destacant el de Sant Bonaventura de Llucmajor. Fou un notable predicador i director de consciències. Traslladat a Madrid el 1668, fou qualificador del Sant Ofici i confessor de Maria Anna d'Àustria (muller de Felip IV), que el feu bisbe de Pamplona el 1670. El 13 d'agost de 1961 l'Ajuntament de Llucmajor el declarà fill il·lustre. És, també, fill il·lustre de Mallorca.